# Coupe de France de cyclisme sur route 2009
La Coupe de France de cyclisme sur route 2009 est la 18e édition de la Coupe de France de cyclisme sur route.
La compétition débute le 22 mars avec le Grand Prix Cholet-Pays de la Loire et s’achève le 4 octobre avec le Tour de Vendée.
Le vainqueur de cette édition est le Français Jimmy Casper de l'équipe française Besson Chaussures-Sojasun.
Pour cette nouvelle édition, trois épreuves disparaissent du calendrier, il s'agit du Tour du Haut-Var (disputé sur plusieurs étapes à partir de 2009), du Grand Prix de Rennes (arrêtée pour raison financière) et de Paris-Bourges (toujours disputée mais uniquement incluse dans l'UCI Europe Tour). Le nombre d'épreuves est donc réduit à 11, le plus faible total depuis la création de la coupe en 1992.

## Résultats
La liste des courses composant la compétition et le podium de chacune d'entre elles sont les suivants :
| 22 mars  | Cholet-Pays de la Loire         | Juan José Haedo    | Jimmy Casper        | Alexandre Pichot  | Jimmy Casper |
| 14 avr.  | Paris-Camembert                 | Jimmy Casper       | Romain Feillu       | Alexander Efimkin | Jimmy Casper |
| 16 avr.  | Grand Prix de Denain            | Jimmy Casper       | Matthew Goss        | Denis Flahaut     | Jimmy Casper |
| 18 avr.  | Tour du Finistère               | Dimitri Champion   | Pierrick Fédrigo    | Anthony Geslin    | Jimmy Casper |
| 19 avr.  | Tro Bro Leon                    | Saïd Haddou        | Stéphane Bonsergent | Lilian Jégou      | Jimmy Casper |
| 3 mai    | Trophée des grimpeurs           | Thomas Voeckler    | Anthony Geslin      | Nicolas Jalabert  | Jimmy Casper |
| 30 mai   | Grand Prix de Plumelec-Morbihan | Jérémie Galland    | Mickaël Larpe       | Blel Kadri        | Jimmy Casper |
| 2 août   | Polynormande                    | Matthieu Ladagnous | Stefan van Dijk     | Wesley Sulzberger | Jimmy Casper |
| 30 août  | Châteauroux Classic de l'Indre  | Jimmy Casper       | Romain Feillu       | Anthony Ravard    | Jimmy Casper |
| 20 sept. | Grand Prix d'Isbergues          | Benoît Vaugrenard  | Luca Mazzanti       | Ivan Rovny        | Jimmy Casper |
| 4 oct.   | Tour de Vendée                  | Pavel Brutt        | Matthieu Ladagnous  | Thomas Voeckler   | Jimmy Casper |

## Classements finals

### Individuel
Le classement général final est le suivant :
| Classement par points | Classement par points | Classement par points | Classement par points     | Classement par points |
| Coureur               | Coureur               | Pays                  | Équipe                    | Points                |
| --------------------- | --------------------- | --------------------- | ------------------------- | --------------------- |
| 1er                   | Jimmy Casper          | France                | Besson Chaussures-Sojasun | 193 pts               |
| 2e                    | Romain Feillu         | France                | Agritubel                 | 100 pts               |
| 3e                    | Anthony Geslin        | France                | La Française des jeux     | 96 pts                |
| 4e                    | Matthieu Ladagnous    | France                | La Française des jeux     | 90 pts                |
| 5e                    | Thomas Voeckler       | France                | BBox Bouygues Telecom     | 75 pts                |
| 6e                    | Dimitri Champion      | France                | Bretagne-Schuller         | 70 pts                |
| 7e                    | Stéphane Bonsergent   | France                | Bretagne-Schuller         | 69 pts                |
| 8e                    | Benoît Vaugrenard     | France                | La Française des jeux     | 58 pts                |
| 9e                    | Jérémie Galland       | France                | Besson Chaussures-Sojasun | 56 pts                |
| 10e                   | Steven Tronet         | France                | Roubaix Lille Métropole   | 56 pts                |

### Par équipe
Le classement général final de la meilleure équipe est le suivant.
| Classement par équipes aux points | Classement par équipes aux points | Classement par équipes aux points | Classement par équipes aux points |
| Équipe                            | Équipe                            | Pays                              | Points                            |
| --------------------------------- | --------------------------------- | --------------------------------- | --------------------------------- |
| 1re                               | La Française des jeux             | France                            | 95 pts                            |
| 2e                                | Agritubel                         | France                            | 94 pts                            |
| 3e                                | Bretagne-Schuller                 | France                            | 84 pts                            |
| 4e                                | BBox Bouygues Telecom             | France                            | 67 pts                            |
| 5e                                | Besson Chaussures-Sojasun         | France                            | 59 pts                            |
| 6e                                | AG2R La Mondiale                  | France                            | 58 pts                            |
| 7e                                | Auber 93                          | France                            | 53 pts                            |
| 8e                                | Cofidis, le Crédit en Ligne       | France                            | 52 pts                            |
| 9e                                | Roubaix Lille Métropole           | France                            | 50 pts                            |

### Jeunes
| Classement du meilleur jeune | Classement du meilleur jeune | Classement du meilleur jeune | Classement du meilleur jeune | Classement du meilleur jeune |
| Coureur                      | Coureur                      | Pays                         | Équipe                       | Points                       |
| ---------------------------- | ---------------------------- | ---------------------------- | ---------------------------- | ---------------------------- |
| 1er                          | Romain Feillu                | France                       | Agritubel                    | 100 pts                      |